# آلبرت کوک (بازیکن فوتبال)
آلبرت کوک (انگلیسی: Albert Cook؛ 1880 – ۲۷ سپتامبر ۱۹۴۹) بازیکن فوتبال اهل بریتانیا بود.
از باشگاه‌هایی که در آن بازی کرده‌است می‌توان به باشگاه فوتبال استوک سیتی، باشگاه فوتبال استوک‌پورت کانتی، و باشگاه فوتبال پورت ویل اشاره کرد.